# Danh sách cầu thủ tham dự Giải vô địch bóng đá nữ Đông Nam Á 2022
Dưới đây là các đội hình cho Giải vô địch bóng đá nữ Đông Nam Á 2022, diễn ra từ ngày 4 đến ngày 17 tháng 7 năm 2022.

## Bảng A

### Thái Lan
Huấn luyện viên:  Miyo Okamoto

### Philippines
Huấn luyện viên:  Alen Stajcic
| Số | VT | Cầu thủ                   | Ngày sinh (tuổi)  | Trận | Bàn | Câu lạc bộ                    |
| -- | -- | ------------------------- | ----------------- | ---- | --- | ----------------------------- |
| 1  | TM | Inna Palacios             | 8 tháng 2, 1994   | 49   | 0   | Kaya–Iloilo                   |
| 18 | TM | Olivia McDaniel           | 14 tháng 10, 1997 | 13   | 0   | Tự do                         |
| 22 | TM | Kiara Fontanilla          | 1 tháng 7, 2000   | 3    | 0   | Westcliff University          |
|    |    |                           |                   |      |     |                               |
| 2  | HV | Malea Cesar               | 9 tháng 12, 2003  | 13   | 1   | Sunset Apollos                |
| 3  | HV | Dominique Randle          | 10 tháng 12, 1994 | 16   | 1   | Tự do                         |
| 5  | HV | Hali Long                 | 21 tháng 1, 1995  | 55   | 14  | Kaya–Iloilo                   |
| 13 | HV | Chantelle Maniti          | 3 tháng 1, 2005   | 6    | 0   | FNSW Institute                |
| 16 | HV | Sofia Harrison            | 16 tháng 2, 1999  | 15   | 2   | Tự do                         |
| 19 | HV | Eva Madarang              | 13 tháng 9, 1997  | 33   | 10  | Tự do                         |
| 23 | HV | Tara Shelton              | 26 tháng 6, 2001  | 12   | 1   | DLSU Lady Booters             |
| 24 | HV | Maya Alcantara            | 22 tháng 7, 2000  | 0    | 0   | Saint Mary's College          |
|    |    |                           |                   |      |     |                               |
| 4  | TV | Jaclyn Sawicki            | 14 tháng 11, 1992 | 7    | 0   | Tự do                         |
| 6  | TV | Tahnai Annis (đội trưởng) | 20 tháng 6, 1989  | 19   | 8   | Tự do                         |
| 7  | TV | Camille Rodriguez         | 27 tháng 12, 1994 | 38   | 11  | Kaya–Iloilo                   |
| 9  | TV | Jessica Miclat            | 8 tháng 10, 1998  | 20   | 1   | Aris Limassol                 |
| 10 | TV | Ryley Bugay               | 23 tháng 1, 1996  | 21   | 0   | Tự do                         |
| 11 | TV | Anicka Castañeda          | 16 tháng 12, 1999 | 23   | 9   | DLSU Lady Booters             |
| 12 | TV | Kaya Hawkinson            | 17 tháng 4, 2000  | 5    | 0   | Cal State Fullerton           |
| 20 | TV | Quinley Quezada           | 7 tháng 4, 1997   | 30   | 16  | Red Star Belgrade             |
| 21 | TV | Katrina Guillou           | 19 tháng 12, 1993 | 9    | 5   | Piteå IF                      |
| 25 | TV | Sara Eggesvik             | 29 tháng 4, 1997  | 2    | 0   | Malvik                        |
| 26 | TV | Jessika Cowart            | 30 tháng 10, 1999 | 3    | 0   | California Storm              |
|    |    |                           |                   |      |     |                               |
| 8  | TĐ | Sarina Bolden             | 30 tháng 6, 1996  | 19   | 9   | Chifure AS Elfen              |
| 14 | TĐ | Isabella Flanigan         | 22 tháng 2, 2005  | 12   | 2   | Montverde Eagles              |
| 15 | TĐ | Carleigh Frilles          | 11 tháng 4, 2002  | 15   | 8   | Coastal Carolina Chanticleers |
| 17 | TĐ | Alisha del Campo          | 20 tháng 9, 1999  | 25   | 11  | DLSU Lady Booters             |
| 27 | TĐ | Alyssa Ube                | 5 tháng 8, 1998   | 1    | 0   | University of the Philippines |

### Indonesia
Huấn luyện viên: Rudy Eka Priyambada
| Số | VT | Cầu thủ             | Ngày sinh (tuổi)  | Trận | Bàn | Câu lạc bộ         |
| -- | -- | ------------------- | ----------------- | ---- | --- | ------------------ |
|    | TM | Fani Supriyanto     | 30 tháng 5, 2004  | 1    | 0   | Persis Putri       |
|    | TM | Indri Yulianti      |                   | 0    | 0   | Asprov Jabar       |
|    | TM | Prihatini           | 14 tháng 11, 1995 | 0    | 0   | Asprov DKI Jakarta |
|    |    |                     |                   |      |     |                    |
|    | HV | Remini Chere        | 20 tháng 1, 2000  | 2    | 0   | Asprov Papua       |
|    | HV | Safira Ika          | 21 tháng 4, 2003  | 22   | 0   | Persis Putri       |
|    | HV | Tia Darti           | 24 tháng 9, 1993  | 6    | 0   | Persis Putri       |
|    | HV | Ina Wetipo          |                   | 0    | 0   | Asprov Papua       |
|    | HV | Nadila Asri         |                   | 0    | 0   | Asprov Babel       |
|    |    |                     |                   |      |     |                    |
|    | TV | Rosdilah Siti       | 20 tháng 1, 1999  | 1    | 0   | Persis Putri       |
|    | TV | Octavianti Dwi      | 1 tháng 7, 1998   | 13   | 1   | Persiba Putri      |
|    | TV | Helsya Maeisyaroh   | 7 tháng 5, 2005   | 5    | 0   | Persis Putri       |
|    | TV | Viny Silfianus      | 3 tháng 7, 2002   | 3    | 0   | Asprov DKI Jakarta |
|    | TV | Agnes Hutapea       |                   | 0    | 0   | Asprov Jabar       |
|    | TV | Azra Kayla          | 1 tháng 3, 2004   | 0    | 0   | Asprov DKI Jakarta |
|    | TV | Hanipa Suandi       | 24 tháng 10, 2003 | 0    | 0   | Persis Putri       |
|    | TV | Nastasia Suci       | 9 tháng 10, 2005  | 0    | 0   | Persis Putri       |
|    | TV | Liza Madjar         | 10 tháng 4, 2006  | 0    | 0   | Asprov Papua       |
|    | TV | Selly Wunungga      |                   | 0    | 0   | Asprov Papua       |
|    | TV | Sheva Imut Furyzcha | 20 tháng 4, 2004  | 0    | 0   | Arema Putri        |
|    |    |                     |                   |      |     |                    |
|    | TĐ | Marsela Yuliana     | 10 tháng 5, 2003  | 2    | 0   | Asprov Papua       |
|    | TĐ | Carla Bio           | 9 tháng 8, 2002   | 3    | 0   | Asprov DKI Jakarta |
|    | TĐ | Vivi Oktavia        | 7 tháng 3, 1997   | 24   | 2   | Persis Putri       |
|    | TĐ | Widia Safitri       |                   | 0    | 0   | Persis Putri       |

### Singapore
Huấn luyện viên: Stephen Ng
|  | TM | Noor Kusumawati               | 29 tháng 9, 1990 (31 tuổi)  | Lion City Sailors          |  |  |
|  | TM | Beatrice Tan Li Bin           | 29 tháng 6, 1992 (30 tuổi)  | Lion City Sailors          |  |  |
|  | TM | Nurul Haziqah Haszman         | 29 tháng 4, 2003 (19 tuổi)  | Tanjong Pagar United       |  |  |
|  | TM | Georgia Annette Khoo Yow      | 11 tháng 12, 1999 (22 tuổi) | Ayer Rajah Gryphons        |  |  |
|  |    |                               |                             |                            |  |  |
|  | HV | Nur Syazwani Ruzi             | 20 tháng 12, 2001 (20 tuổi) | Lion City Sailors          |  |  |
|  | HV | Nurhidayu Naszri              | 16 tháng 3, 2004 (18 tuổi)  | Bussorah Youth Sports Club |  |  |
|  | HV | Fatin Aqillah                 | 11 tháng 6, 1994 (28 tuổi)  | Lion City Sailors          |  |  |
|  | HV | Dhaniyah Qasimah              | 7 tháng 7, 2004 (17 tuổi)   | Hougang United             |  |  |
|  | HV | Ernie Sulastri                | 24 tháng 11, 1988 (33 tuổi) | Lion City Sailors          |  |  |
|  | HV | Umairah Hamdan                | 11 tháng 3, 2002 (20 tuổi)  | Lion City Sailors          |  |  |
|  | HV | Nadhra Aqilah Saiful          | 12 tháng 4, 1994 (28 tuổi)  | Albirex Niigata (S)        |  |  |
|  | HV | Nur Syafiqah Peer             | 4 tháng 10, 1996 (25 tuổi)  | Balestier Khalsa           |  |  |
|  |    |                               |                             |                            |  |  |
|  | TV | Nur Farhanah Ruhaizat         | 26 tháng 7, 1998 (23 tuổi)  | Still Aerion Women         |  |  |
|  | TV | Irsalina Binte Irwan          | 1 tháng 1, 2007 (15 tuổi)   | Albirex Niigata (S)        |  |  |
|  | TV | Nur Izzati Rosni              | 24 tháng 5, 1999 (23 tuổi)  | Lion City Sailors          |  |  |
|  | TV | Putri Syaliza Sazali          | 17 tháng 3, 2003 (19 tuổi)  | Chonburi                   |  |  |
|  | TV | Mastura Jeilani               | 10 tháng 7, 1992 (29 tuổi)  | Balestier Khalsa           |  |  |
|  | TV | Lila Tan Hui Ying             | 4 tháng 6, 2003 (19 tuổi)   | Lion City Sailors          |  |  |
|  | TV | Dorcas Chu                    | 29 tháng 7, 2002 (19 tuổi)  | Lion City Sailors          |  |  |
|  | TV | Venetia Lim                   | 14 tháng 10, 2003 (18 tuổi) | Lion City Sailors          |  |  |
|  | TV | Alyssa Deanna Yazrin          | 6 tháng 12, 1999 (22 tuổi)  | Tanjong Pagar United       |  |  |
|  | TV | Nur Afiqah Omar               | 15 tháng 10, 2001 (20 tuổi) | Still Aerion Women         |  |  |
|  |    |                               |                             |                            |  |  |
|  | TĐ | Stephanie Gigette A Dominguez | 27 tháng 9, 1998 (23 tuổi)  | Still Aerion Women         |  |  |
|  | TĐ | Danelle Tan                   | 25 tháng 10, 2004 (17 tuổi) | Lion City Sailors          |  |  |
|  | TĐ | Claire Marie Tay              | 14 tháng 1, 2000 (22 tuổi)  | Still Aerion Women         |  |  |
|  | TĐ | Summer Chong                  | 18 tháng 12, 2004 (17 tuổi) | Black Rock                 |  |  |
|  | TĐ | Nicole Lim Yan Xiu            | 10 tháng 4, 2002 (20 tuổi)  | Lion City Sailors          |  |  |

### U-23 Úc
Đội hình cuối cùng được công bố vào ngày 1 tháng 7 năm 2022.
Huấn luyện viên: Melissa Andreatta

| Số | VT | Cầu thủ                   | Ngày sinh (tuổi)  | Trận | Bàn | Câu lạc bộ               |
| -- | -- | ------------------------- | ----------------- | ---- | --- | ------------------------ |
| 1  | TM | Jada Mathyssen-Whyman     | 24 tháng 10, 1999 | 0    | 0   | Sydney FC                |
| 12 | TM | Sally James               | 18 tháng 10, 2002 | 0    | 0   | Melbourne City           |
| 18 | TM | Chloe Lincoln             | 4 tháng 1, 2005   | 0    | 0   | Canberra United          |
|    |    |                           |                   |      |     |                          |
| 2  | HV | Jessika Nash              | 5 tháng 10, 2004  | 0    | 0   | Sydney FC                |
| 3  | HV | Matilda McNamara          | 18 tháng 12, 1998 | 0    | 0   | Adelaide United          |
| 4  | HV | Jamilla Rankin            | 9 tháng 5, 2003   | 0    | 0   | Brisbane Roar            |
| 5  | HV | Ella Tonkin               | 14 tháng 12, 2002 | 0    | 0   | Adelaide United          |
| 7  | HV | Winonah Heatley           | 18 tháng 6, 2001  | 0    | 0   | FC Nordsjælland          |
| 8  | HV | Charlotte Grant (captain) | 20 tháng 9, 2001  | 0    | 0   | FC Rosengård             |
| 11 | HV | Naomi Chinnama            | 13 tháng 5, 2004  | 0    | 0   | Melbourne City           |
| 15 | HV | Cushla Rue                | 9 tháng 7, 2003   | 0    | 0   | Wellington Phoenix       |
| 24 | HV | Chelsea Blissett          | 3 tháng 3, 2000   | 0    | 0   | Melbourne City           |
| 25 | HV | Alexia Apostolakis        | 16 tháng 5, 2006  | 0    | 0   | Western Sydney Wanderers |
|    |    |                           |                   |      |     |                          |
| 6  | TV | Sarah Hunter              | 7 tháng 10, 2003  | 0    | 0   | Sydney FC                |
| 10 | TV | Daniela Galic             |                   | 0    | 0   | FNSW Institute           |
| 13 | TV | Leah Davidson             | 28 tháng 3, 2001  | 0    | 0   | Melbourne City           |
| 16 | TV | Mackenzie Hawkesby        | 13 tháng 4, 2000  | 0    | 0   | Sydney FC                |
| 19 | TV | Amy Sayer                 | 30 tháng 11, 2001 | 0    | 0   | Stanford University      |
| 20 | TV | Hana Lowry                | 23 tháng 4, 2003  | 0    | 0   | Perth Glory              |
| 23 | TV | Paige Zois                | 11 tháng 10, 2003 | 0    | 0   | Melbourne Victory        |
|    |    |                           |                   |      |     |                          |
| 9  | TĐ | Caitlin Karic             | 20 tháng 6, 2005  | 0    | 0   | Melbourne City           |
| 14 | TĐ | Katie Godden              |                   | 0    | 0   | DePaul University        |
| 17 | TĐ | Sheridan Gallagher        | 2 tháng 1, 2002   | 0    | 0   | Western Sydney Wanderers |
| 21 | TĐ | Abbey Lemon               | 14 tháng 8, 2002  | 0    | 0   | Blacktown Spartans FC    |
| 22 | TĐ | Princess Ibini-Isei       | 30 tháng 1, 2000  | 0    | 0   | Sydney FC                |
| 26 | TĐ | Jynaya Dos Santos         |                   | 0    | 0   | FNSW Institute           |
| 27 | TĐ | Chelsie Dawber            | 12 tháng 1, 2000  | 0    | 0   | Chicago Red Stars        |
| 28 | TĐ | Larissa Crummer           | 10 tháng 1, 1996  | 0    | 0   | Brisbane Roar            |

### Malaysia
Huấn luyện viên: Jacob Joseph

## Bảng B

### Việt Nam
Huấn luyện viên: Mai Đức Chung
| Số | VT | Cầu thủ                              | Ngày sinh (tuổi)  | Trận | Bàn | Câu lạc bộ       |
| -- | -- | ------------------------------------ | ----------------- | ---- | --- | ---------------- |
| 1  | TM | Lại Thị Tuyết                        | 27 tháng 4, 1993  | 2    | 0   | Phong Phú Hà Nam |
| 14 | TM | Trần Thị Kim Thanh                   | 18 tháng 9, 1993  | 37   | 0   | Hồ Chí Minh City |
| 20 | TM | Khổng Thị Hằng                       | 10 tháng 10, 1993 | 24   | 0   | Than Khoáng Sản  |
|    |    |                                      |                   |      |     |                  |
| 2  | HV | Lương Thị Thu Thương                 | 1 tháng 5, 2000   | 12   | 0   | Than Khoáng Sản  |
| 3  | HV | Chương Thị Kiều                      | 19 tháng 8, 1995  | 40   | 4   | Hồ Chí Minh City |
| 4  | HV | Trần Thị Thu                         | 15 tháng 1, 1991  | 21   | 2   | Hồ Chí Minh City |
| 5  | HV | Hoàng Thị Loan                       | 6 tháng 2, 1995   | 29   | 2   | Hà Nội           |
| 13 | HV | Lê Thị Diễm My                       | 6 tháng 3, 1994   | 4    | 0   | Than Khoáng Sản  |
| 15 | HV | Phạm Thị Lan Anh                     | 4 tháng 1, 20001  | 0    | 0   | Hà Nội           |
| 17 | HV | Nguyễn Thị Mỹ Anh                    | 27 tháng 11, 1994 | 3    | 0   | Thái Nguyên      |
| 25 | HV | Trần Thị Thu Thảo                    | 15 tháng 1, 1993  | 33   | 3   | Hồ Chí Minh City |
|    |    |                                      |                   |      |     |                  |
| 6  | TV | Phạm Hoàng Quỳnh                     | 20 tháng 12, 1992 | 31   | 6   | Phong Phú Hà Nam |
| 7  | TV | Nguyễn Thị Tuyết Dung (Vice-captain) | 13 tháng 12, 1993 | 62   | 46  | Phong Phú Hà Nam |
| 8  | TV | Trần Thị Thùy Trang                  | 8 tháng 8, 1988   | 41   | 4   | Hồ Chí Minh City |
| 10 | TV | Trần Thị Hải Linh                    | 8 tháng 6, 2001   | 2    | 0   | Hà Nội           |
| 11 | TV | Nguyễn Thị Trúc Hương                | 4 tháng 3, 2000   | 0    | 0   | Than Khoáng Sản  |
| 16 | TV | Dương Thị Vân                        | 20 tháng 12, 1994 | 59   | 14  | Than Khoáng Sản  |
| 18 | TV | Nguyễn Thị Vạn                       | 10 tháng 1, 1997  | 36   | 13  | Than Khoáng Sản  |
| 21 | TV | Ngân Thị Vạn Sự                      | 29 tháng 4, 2001  | 11   | 2   | Hà Nội           |
| 22 | TV | Trần Thị Thu Xuân                    | 21 tháng 12, 2002 | 0    | 0   | Hà Nội           |
| 23 | TV | Nguyễn Thị Bích Thùy                 | 1 tháng 5, 1994   | 39   | 11  | Hồ Chí Minh City |
|    |    |                                      |                   |      |     |                  |
| 9  | TĐ | Huỳnh Như (Captain)                  | 28 tháng 11, 1991 | 61   | 53  | Hồ Chí Minh City |
| 12 | TĐ | Phạm Hải Yến                         | 9 tháng 11, 1994  | 56   | 32  | Hà Nội           |
| 19 | TĐ | Nguyễn Thị Thanh Nhã                 | 25 tháng 9, 2001  | 15   | 2   | Hà Nội           |
| 24 | TĐ | Châu Thị Vang                        | 22 tháng 4, 2002  | 0    | 0   | Than Khoáng Sản  |

### Myanmar
Huấn luyện viên: Thet Thet Win

### Đông Timor
Huấn luyện viên:  Lee Min-young

### Campuchia
Huấn luyện viên: Prak Vuthy

### Lào
Huấn luyện viên: Vongmisay Soubouakham